# Paul Dalla Lana
Paul Dalla Lana (ur. 1 lutego 1966 roku w Vancouver) – kanadyjski kierowca wyścigowy, filantrop.

## Kariera
Dalla Lana rozpoczął karierę w wyścigach samochodowych w 2009 roku od startów w Grand-Am Koni Challenge ST. Z dorobkiem 83 punktów uplasował się na 37 pozycji w końcowej klasyfikacji kierowców. W późniejszych latach Kanadyjczyk pojawiał się także w stawce Canadian Touring Car Championship, Continental Tire Sports Car Challenge, Grand American Rolex Series, 24H Dubai, 24-godzinnego wyścigu Le Mans, FIA World Endurance Championship, American Le Mans Series oraz United Sports Car Championship